# Sophronica carbonaria
Sophronica carbonaria là một loài bọ cánh cứng trong họ Cerambycidae.